# Рослебен
Рослебен (нем. Roßleben) — город в Германии, в земле Тюрингия.
Входит в состав района Кифхойзер. Население составляет 5540 человек (на 31 декабря 2010 года). Занимает площадь 33,42 км². Официальный код — 16 0 65 061.
Город подразделяется на 3 городских района.

## История
В здешней монастырской школе учился Людвиг Шверин фон Крозиг — министр финансов в правительстве Гитлера.